# مولانا عبدالصبور
شیخ القران مولانا عبدالصبور یک عالم دینی و داعی در افغانستان است. فعلاً رئیس مجمع علمی علماء افغانستان است.

## زندگی‌نامه
مولانا عبدالصبور در ولایت لغمان، افغانستان در سال ۱۹۵۰ زاده شد.